# Lac Waterton Supérieur
Le lac Waterton Supérieur (anglais : Upper Waterton Lake) est un lac situé sur la frontière canado-américaine dans les parcs nationaux des Lacs-Waterton et de Glacier.  Il est le plus haut d'une série de trois lacs et a été nommé en l'honneur de Charles Waterton (1782-1865), naturaliste et explorateur britannique, lors de l'expédition Palliser.